# R Piscium
R Piscium är en pulserande variabel av Mira Ceti-typ i Fiskarnas stjärnbild. Stjärnan var den första i Fiskarnas stjärnbild som fick en variabelbeteckning.
Stjärnan varierar mellan magnitud +7,0 och 14,8 med en period av 346 dygn.

## Fotnoter
1. ↑  Variabelstjärnornas beteckningar börjar med bokstäverna R-Z, därefter A-Q , följt av RR-ZZ och AA-QQ, varefter de börjar betecknas med bokstaven V och ett ordningsnummer, från och med V335.